# Spiro Leka
Spiro Leka, född 1966, är en albansk basketbollstränare. Han var tränare för klubben U.S. Victoria Libertas Pallacanestro, som spelar på toppnivå i Italien, Lega Basket Series A, mellan 2013 och 2018.